# Стахелски, Чад
Чад Стахе́лски (англ. Chad Stahelski; род. 20 сентября 1968, Палмер, Массачусетс, США) — американский кинорежиссёр и каскадёр, известный по работе над серией фильмов «Джон Уик».

## Биография
В 1994 году Стахелски участвовал в съёмках фильма Алекса Пройаса «Ворон». После гибели исполнителя главной роли Брэндона Ли на съёмочной площадке Стахелски, который был его дублёром, доиграл роль Эрика Дрэйвена в нескольких оставшихся сценах (при этом при помощи спецэффектов на Стахелски было наложено лицо Брэндона Ли).
В 1999 году, благодаря внешнему сходству c Киану Ривзом, стал его дублёром в фильме «Матрица» и сиквелах. В 2005 был дублёром Хьюго Уивинга в боевике «V — значит вендетта» в сцене, где V уходит из концлагеря сквозь огонь. На тело Стахелски был нанесён специальный огнеупорный гель.
В 2014 году Чад Стахелски вновь работал в паре с Ривзом, на этот раз в качестве режиссёра — Стахелски снял экшен-триллер по сценарию Дерека Колстада под названием «Джон Уик», собравший в мировом прокате 88 миллионов долларов. Киану Ривз сыграл заглавную роль киллера. В 2017 году Стахелски вновь сел в режиссёрское кресло — вышло продолжение «Джон Уик 2» В том же году было объявлено, что он станет режиссёром перезапуска фильма «Горец», планируется выпустить трилогию.
В январе 2018 года стало известно, что Стахелски срежиссирует «Джон Уик 3». Вышедший в следующем году фильм обрёл успех как и предыдущие части, и было объявлено о начале работ над четвёртой частью. В том же году он стал режиссёром второго состава (англ. second unit director) для фильма «Хищные птицы».
«Джон Уик 4» вышел в прокат в марте 2023 года. Пятая часть франшизы находится в разработке. Параллельно началась работа над фильмом «Горец», в котором Стахелски тоже будет режиссёром.

## Фильмография
Режиссёр
| 2014 | Джон Уик   | Да | Нет | совместно с Дэвидом Литчем |
| 2017 | Джон Уик 2 | Да | Нет |                            |
| 2019 | Джон Уик 3 | Да | Нет |                            |
| 2023 | Джон Уик 4 | Да | Да  |                            |
| TBA  | Горец      | Да | Нет |                            |

Режиссёр второго состава
| 2009 | Ниндзя-убийца                   | Да | Да  | совместно с Дэвидом Литчем |
| 2012 | Защитник                        | Да | Да  |                            |
| 2012 | Неудержимые 2                   | Да | Нет |                            |
| 2013 | План побега                     | Да | Нет | совместно с Дэвидом Литчем |
| 2015 | Хитмэн: Агент 47                | Да | Нет | совместно с Дэвидом Литчем |
| 2016 | Первый мститель: Противостояние | Да | Нет | совместно с Дэвидом Литчем |
| 2019 | Хищные птицы                    | Да | Да  |                            |

Актёр
- 1992 — «Миссия правосудия» — боец
- 1994 — «Ворон» — Эрик Дрэйвен / Ворон (дублёр Брэндона Ли), также трюки
- 1995 — «Человек против киборга» — мастер боевых искусств
- 1996 — «Кровавый спорт 2» — боец
- 1998 — «Баффи — истребительница вампиров» — Кулак, 1 эпизод
- 2005 — «Константин» — демон в больнице, также трюки
- 2005 — «V — значит вендетта» — Сторм Саксон, также трюки
- 2007 — «Крепкий орешек 4.0» — террорист, также трюки
- 2021 — «Матрица: Воскрешение» — Чад, муж Тиффани/Тринити

Продюсер
- 2020 — «Удары» (исполнительный продюсер)
- 2022 — «Дневная смена» (продюсер)
- 2023 — «Континенталь» (исполнительный продюсер)
- 2025 — «Балерина» (продюсер)
- 2025 — «Никто 2» (продюсер)

Трюки
- 1994 — «Ворон»
- 1999 — «Матрица»
- 2003 — «Матрица: Перезагрузка»
- 2003 — «Матрица: Революция»
- 2004 — «Ван Хельсинг»
- 2005 — «Константин»
- 2005 — «V — значит вендетта»
- 2006 — «300 спартанцев»
- 2007 — «Крепкий орешек 4.0»
- 2010 — «Неудержимые»
- 2011 — «Механик»
- 2013 — «Росомаха: Бессмертный»